# Takuya Jinno
Takuya Jinno (神野 卓哉, Jinno Takuya), né le 1er juin 1970 à Sōka, est un footballeur japonais. Il était attaquant.

## Biographie
Jinno commence sa carrière aux Nissan Motors dès 1989. Avec ce club, où il joue de 1989 à 1995, il remporte le championnat du Japon en 1990 et en 1995, ainsi que trois coupes de l'Empereur (1989, 1991 et 1992), ce qui lui permet d'être sélectionné avec l'équipe nationale du Japon pour la coupe d'Asie 1992. Même s'il ne reçoit aucune sélection, il fait partie de la sélection remportant le tournoi.
Il joue ensuite avec le Vissel Kobe de 1996 à 1998, puis signe une saison avec Oita Trinita, avec qui il termine meilleur buteur du championnat de D2 japonaise. Il joue la saison 2000 avec le FC Tokyo, mais retourne dans son précédent club, pour finir au Yokohama FC de 2001 à 2003. 
Dorénavant, il travaille au sein du club de Yokohama FC.